# Naenarosculum bidentatum
Naenarosculum bidentatum är en stekelart som beskrevs av Heinrich 1967. Naenarosculum bidentatum ingår i släktet Naenarosculum och familjen brokparasitsteklar. Inga underarter finns listade i Catalogue of Life.